# Boreopelta
Boreopelta is een geslacht van uitgestorven temnospondyle Batrachomorpha (basale 'amfibieën'). Het leefde in het Vroeg-Trias (Olenekien, ongeveer 251 miljoen jaar geleden) en zijn fossiele overblijfselen zijn gevonden in Siberië (Rusland).

## Naamgeving
Boreopelta vavilovi werd voor het eerst beschreven in 1985 door Michail A. Sjisjkin ('Shishkin'), op basis van fossielen gevonden in de Teryutekhskaya-formatie nabij de Karya-khos-Teryutekh-rivier in centraal Siberië. De typesoort is Boreopelta vavilovi. De geslachtsnaam betekent 'noordelijk schild'. De soortaanduiding eert M.N. Vavilov die ten onrechte vaak als een van de naamgevers wordt vermeld.
Boreopelta is vooral bekend van het holotype, een schedelfragment, bekend onder het catalogusnummer PIN 4115/1, en om een toegewezen gedeeltelijke onderkaak (PIN 4113/5).

## Beschrijving
Deze fossielen maakten het mogelijk een dier te reconstrueren met een grote platte schedel, bijna driehoekig van vorm, met een matige otische inkeping. De schedel bezat een kort gezichtsgebied. De orbitopineale afstand, tussen oogkas en foramen pineale, was lang, terwijl de pterygosquamosale spleet open was en de pterygoïde het palatinale bot en exoccipitale niet bereikte, zodat de schedelbasis op de rest van de schedel scharnierde.

## Classificatie
Volgens een fylogenetische analyse uit 2011 zou Boreopelta een van de zeldzame noordelijke vormen van ritidosteïden zijn, een groep temnospondyle amfibieën uit het Trias, typisch voor de zuidelijke continenten. Boreopelta is mogelijk nauw verwant aan Peltostega erici, een andere rhytidosteïde die op Spitsbergen werd gevonden.